# Zone d'actions prioritaires pour l'air
Les zones d'actions prioritaires pour l'air (ZAPA) sont en France une des nombreuses dispositions de la loi Grenelle II (article 182). 
Elles visent à réduire la pollution routière de l'air en zone urbaine quand elle dépasse les seuils d'émissions de particules fines (en particulier les PM10) et d'oxyde d'azote (NOx) qui tuent  prématurément « près de 40 000 personnes dans notre pays », annuellement, selon les données collectées par le Conseil national de l'air, et qui contribuent à l'« augmentation significative de l'asthme chez les enfants, de l'augmentation des maladies cardio-vasculaires, cancers » selon le président du CNA.

## Histoire, origines
Ces zones s'inspirent des zones « low emissions » testées (180 zones en 2011 ou avant) dans 9 pays européens, dont la Grande-Bretagne à bas niveaux d'émissions ont déjà été créées dans neuf pays européens, rappelle le ministère. Ces ZAPA, mais peut-être aussi un effet « crise économique de 2008 ») auraient contribué en 2 à 4  ans à réduire les PM 10 de 19 % à Londres, de 25 % à Berlin et de 40 % à Stockholm. Parallèlement les oxydes d'azote diminuent (de 15 % à Berlin)
La France propose de les expérimenter en 2012, alors qu'elle est poursuivie par l'Europe (amende de 40 millions d'euros et des astreintes journalières pouvant aller de 300 000 à 700 000 euros , pour non-respect des normes de pollution particulaire ; avec obligation de résultat).

## Description, fonctions
Les ZAPA  peuvent en France être instituée - à titre expérimental - pour 3 ans, dans les communes ou groupements de communes (de plus de 100 000 habitants), si une mauvaise qualité de l'air y est avérée (normes réglementaires dépassées, ou risques de dépassements). L'accès en est interdit aux véhicules contribuant le plus à la pollution atmosphérique, pour lutter contre cette pollution (particules et oxydes d'azote notamment).
Le 28 juin 2011, le Conseil national de l'air a proposé que les véhicules très polluants circulant dans les zones ZAPA testées en 2012 par des collectivités puissent être écotaxés d'une amende de 68 €  en cas d'infraction (135 euros pour les camions).
Le CNA, interrogé par le gouvernement, a proposé de modifier la nomenclature des véhicules qui ne seront pas autorisés à circuler en ZAPA (liste soumise à consultation publique en avril 2011, établie selon la date de première immatriculation dont dépendent les normes de pollution des véhicules, le niveau d'émissions polluantes (norme Euro). La liste du ministère proposait 4 catégories de véhicules très polluants (de 1 à catégorie 4, 1 étant la plus polluante, y compris les deux, trois roues et quadricycles à moteurs, les utilitaires légers, poids lourds et bus, mais ce sont les collectivités qui préciseront les groupes de véhicules interdits de circulation.

Le CNA a proposé une 5e catégorie « pour distinguer les véhicules (a priori) les plus propres » (immatriculés à partir du 1er janvier 2011 et respectant la norme d'émission Euro 5 effective à partir d'octobre 2009  et équipés de filtres à particules).
Les voitures (et utilitaires légers) construits avant 1997, avant la norme Euro 2 figureront parmi les plus émetteurs (catégorie 1) et interdits de circulation en ZAPA, comme les deux roues produits avant 2004 (ou datant d'avant 2001 mais ne respectant pas Euro III).
Le CNA a aussi recommandé de distinguer dans classement mais aussi les émissions de CO2 les véhicules diesel (plus polluants en termes de particules) des véhicules essence et GPL (gaz de pétrole liquéfié ou GNV (gaz naturel pour véhicules), peu émissifs en termes de particules).

Des dérogations pourraient concerner certains services (SAMU, SMUR, ambulances, pompiers…), les forces de l'ordre (police, gendarmerie, armées), ou des véhicules électriques.
Ces recommandations du CNA seront ou non validées par le gouvernement, puis le Sénat en septembre puis en décembre, et donneront lieu à un arrêté ministériel attendu à l'automne 2011.

## Villes volontaires
En juin 2011, Paris, Saint-Denis, Clermont-Ferrand, Nice, Grenoble, Lyon, Aix-en-Provence, Bordeaux étaient volontaires pour un test dès 2012 et pour au moins pendant trois ans. En juin 2012, la ville de Nice a retiré sa candidature. D'autres villes peuvent postuler jusqu'au 13 juillet 2012.

## Aides financières
En 2010 l'Ademe a lancé un « appel à proposition » (début juillet)  pour subventionner les études de faisabilité des collectivités locales souhaitant s'engager dans cette démarche

#### Nouveaux schémas créés, ou modifiés par le Grenelle II
- Schéma régional climat air énergie (SRCAE, qui se substituent aux anciens PRQA (plans régionaux pour la qualité de l'air créés par la loi du 30 décembre 1996 sur l'air et l'utilisation rationnelle de l'énergie.)
- Schéma régional de raccordement au réseau des énergies renouvelables(SRRRER)
- Schéma régional de cohérence écologique(SRCE)
- Schéma de cohérence territoriale(SCOT)
- Schéma d'aménagement régional (SAR)
- Plan climat-énergie territorial (PCET)

#### Articles concernant des sujets proches
- Aménagement du territoire
- Grenelle de l'environnement
- Loi Grenelle I
- Droit de l'environnement,
- Trame verte et bleue
- Trame verte,
- Trame bleue
- Pollution de l'air

Concepts et projets écologiques :
- Développement soutenable
- Haute qualité environnementale (HQE)
- Écoquartier
- Efficience énergétique
- Efficacité énergétique
- Directive Eurovignette

Aménagement et Droit de l'urbanisme : 
- Aménagement du territoire
- Servitude environnementale
- Directive régionale d'aménagement
- Directive territoriale d'aménagement
- Projet d'intérêt général (PIG)